# Comuna Smârdioasa, Teleorman
Smârdioasa este o comună în județul Teleorman, Muntenia, România, formată din satele Smârdioasa (reședința) și Șoimu.

## Așezare
Comuna se află în sudul județului la aproximativ 18 kilometri de Alexandria, pe malul drept al râului Vedea, în Câmpia Burnazului.

## Demografie
Componența etnică a comunei Smârdioasa
     Români (77,28%)
     Romi (13,79%)
     Alte etnii (8,93%)
Componența confesională a comunei Smârdioasa
     Ortodocși (90,69%)
     Alte religii (0,14%)
     Necunoscută (9,16%)
Conform recensământului efectuat în 2021, populația comunei Smârdioasa se ridică la 2.117 locuitori, în scădere față de recensământul anterior din 2011, când fuseseră înregistrați 2.385 de locuitori. Majoritatea locuitorilor sunt români (77,28%), cu o minoritate de romi (13,79%). Din punct de vedere confesional, majoritatea locuitorilor sunt ortodocși (90,69%), iar pentru 9,16% nu se cunoaște apartenența confesională.

## Istorie
La sfârșitul secolului al XIX-lea, comuna făcea parte din plasa Marginea a județului Teleorman, fiind alcătuit din satele Smârdioasa și Șoimu, cu o populație de 1680 de locuitori. În comună exista o școală mixtă și o biserică.
Anuarul Socec din 1925 consemnează comuna în plasa Zimnicea a aceluiași județ având o populație de 5214 de locuitori. În anul 1931, satul Șoimu se desprinde de comuna Smârdioasa, formându-se comuna Șoimu.
În anul 1950, comunele au trecut în administrația raionului Zimnicea al regiunii Teleorman, raion care, doi ani mai târziu, a fost inclus în regiunea București. Între timp, satul Șoimu a revenit la comuna Smârdioasa, iar în anul 1968, comuna a trecut la județul Teleorman, având actuala structură.

## Politică și administrație
Comuna Smârdioasa este administrată de un primar și un consiliu local compus din 11 consilieri. Primarul, George Pomojnicu[*], de la Partidul Social Democrat, este în funcție din 2016. Începând cu alegerile locale din 2024, consiliul local are următoarea componență pe partide politice:
|  | Partid                          | Consilieri | Componența Consiliului | Componența Consiliului | Componența Consiliului | Componența Consiliului | Componența Consiliului | Componența Consiliului |
|  | ------------------------------- | ---------- | ---------------------- | ---------------------- | ---------------------- | ---------------------- | ---------------------- | ---------------------- |
|  | Partidul Social Democrat        | 6          |                        |                        |                        |                        |                        |                        |
|  | Partidul Național Liberal       | 4          |                        |                        |                        |                        |                        |                        |
|  | Alianța pentru Unirea Românilor | 1          |                        |                        |                        |                        |                        |                        |